# Uppony
Uppony ist eine ungarische Gemeinde im Kreis Ózd im Komitat Borsod-Abaúj-Zemplén.

## Geografische Lage
Uppony liegt in Nordungarn, 29 Kilometer nordwestlich des Komitatssitzes Miskolc und gut 10 Kilometer östlich der Kreisstadt Ózd. Die Nachbargemeinde Borsodbóta befindet sich drei Kilometer westlich.

## Sehenswürdigkeiten
- Römisch-katholische Kirche Szent Cecília

## Verkehr
Durch Uppony verläuft die Landstraße Nr. 2425. Die nächstgelegenen Bahnhöfe befinden sich in Putnok und Ózd.